# Werner Conze
Werner Conze, né le 31 décembre 1910 à Amt Neuhaus, arrondissement de Bleckede (de) et mort le 28 avril 1986 à Heidelberg, est un historien allemand.

## Biographie
D'origine prussienne, Conze a enseigné après la Seconde Guerre mondiale à Göttingen, Münster et à partir de 1957 Heidelberg, où il devient recteur. Son rôle durant le Troisième Reich est controversé, il était membre du Parti national-socialiste des travailleurs allemands.

## Œuvres
- Agrarverfassung und Bevölkerung in Litauen und Weißrußland, Leipzig, Hirzel, 1940
- Hirschenhof, Berlin, Junker & Dünnhaupt, 1934
- Die weißrussische Frage in Polen, Berlin, Bund Dt. Osten, 1939
- Die Geschichte der 291. Infanterie-Division 1940-1945, Bad Nauheim, H. H. Podzun, 1953
- Deutsche Einheit, Münster, Aschendorff, 1958
- Die preußische Reform unter Stein und Hardenberg. Bauernbefreiung und Städteordnung, Stuttgart, Klett, 1956
- Bauernbefreiung und Städteordnung, Stuttgart, Klett, 1956
- Geschichtliche Grundbegriffe. Historisches Lexikon zur politisch-sozialen Sprache in Deutschland (hrsg. v. Otto Brunner, Werner Conze und Reinhart Koselleck), Stuttgart, Klett-Cotta, 1972